# Pseudotanais malayesis
Pseudotanais malayesis är en kräftdjursart som beskrevs av Jürgen Sieg 1973. Pseudotanais malayesis ingår i släktet Pseudotanais och familjen Pseudotanaidae. Inga underarter finns listade i Catalogue of Life.